# Temístocles Maciel Aranha
Temístocles da Silva Maciel Aranha (São Luís, 1837 — São Luís, 1887) foi um professor, jornalista, e deputado maranhense no Império do Brasil pelo partido conservador.

## Vida
Fruto do casamento de João Joaquim Maciel Aranha e Josefa Joaquina Morais e Silva Aranha, Temístocles trabalhou em periódicos maranhenses que gozaram de "muito prestígio" na região, segundo Jerônimo de Viveiros. Posteriormente, em 1863, fundou "O País", o qual encerrou atividades em 1885. Era um jornal "católico, literário, comercial e noticioso".
Foi sócio correspondente do Instituto Histórico e Geográfico Brasileiro. Do Governo Imperial recebeu título de Comendador da Ordem da Rosa, e foi nomeado, em 1885, secretário do Governo da Província do Maranhão.
Foi deputado na Assembleia Legislativa Provincial, na legislatura de 1869-70. Era abolicionista, e foi íntimo amigo de André Rebouças.
Casou-se com Maria da Glória de Alencastro Graça, uma das filhas do Barão de Aracati. Com ela, teve dez filhos, "oito meninas e dois rapazes", entre os quais estão: o embaixador Graça Aranha, autor conhecido pela Semana de 1922, e o almirante Heráclito da Graça Aranha. Foi sogro do general Tasso Fragoso.

## Jornalismo
- Publicador Maranhense, 1841
- O Progresso, 1847
- O País [MA], diretor, 1863